# RBC in het seizoen 1962/63
Het seizoen 1962/1963 was het negende jaar in het bestaan van de Roosendaalse betaaldvoetbalclub RBC. De club kwam uit in de Eerste divisie en eindigde op de vierde plaats. Tevens deed de club mee aan het toernooi om de KNVB beker, hierin werd in de derde ronde verloren van VVV (0–3).

## Wedstrijdstatistieken

### Eerste divisie
|       | DHC   | DWS   | Eindhoven | Elinkwijk | Enschedese Boys | Excelsior | Fortuna | Go Ahead | Limburgia | Roda JC | SHS   | Sittardia | Veendam | Velox | VVV   |
| ----- | ----- | ----- | --------- | --------- | --------------- | --------- | ------- | -------- | --------- | ------- | ----- | --------- | ------- | ----- | ----- |
| Thuis | 1 – 2 | 2 – 1 | 3 – 2     | 1 – 1     | 3 – 1           | 1 – 1     | 3 – 0   | 0 – 0    | 5 – 0     | 2 – 0   | 1 – 1 | 1 – 0     | 5 – 3   | 8 – 1 | 5 – 1 |
| Uit   | 0 – 1 | 5 – 0 | 0 – 1     | 0 – 2     | 3 – 2           | 0 – 0     | 3 – 2   | 1 – 1    | 1 – 2     | 2 – 0   | 3 – 1 | 1 – 0     | 1 – 2   | 6 – 0 | 1 – 1 |

### KNVB beker
| 2e ronde                                      | RBC                                              | 2 – 1 (0 – 0, 1 – 1) Na verlenging | Zwolsche Boys           |
| 16 december 1962 Plaats: Roosendaal De Luiten | Pierre van Hal 65' (pen.) Cor van Zandvliet 100' |                                    | 80' Karel van der Woude |
| 3e ronde                                      | VVV                                              | 3 – 0 (1 – 0)                      | RBC                     |
| 30 april 1963 Plaats: Venlo De Kraal          | Hans Sleven 42', 62' Jan van den Heuvel          |                                    |                         |

## Statistieken RBC 1962/1963

### Eindstand RBC in de Nederlandse Eerste divisie 1962 / 1963
| Stand | Gespeeld | Gewonnen | Gelijk | Verloren | Punten | Doelpunten voor | Doelpunten tegen |
| ----- | -------- | -------- | ------ | -------- | ------ | --------------- | ---------------- |
| 4e    | 30       | 15       | 7      | 8        | 37     | 56              | 41               |

### Topscorers
| #      | Naam               | Goal |
| ------ | ------------------ | ---- |
| 1.     | Cor van Zandvliet  | 14   |
| 2.     | René van den Boom  | 11   |
| 3.     | Kees Vermunt       | 6    |
| 4.     | Jef Dam            | 4    |
| 5.     | Kees Cools         | 3    |
| 5.     | Pierre Matthijssen | 3    |
| 5.     | Adri Roks          | 3    |
| 5.     | René Rommens       | 3    |
| 9.     | Piet Bruijninckx   | 2    |
| 9.     | Cees Hendrikx      | 2    |
| 9.     | Henk van de Ven    | 2    |
| 12.    | Gerard Désar       | 1    |
| 12.    | Jan van Gorp       | 1    |
| 12.    | Pierre van Hal     | 1    |
| Totaal | Totaal             | 56   |

| #      | Naam              | Goal |
| ------ | ----------------- | ---- |
| 1.     | Pierre van Hal    | 1    |
| 1.     | Cor van Zandvliet | 1    |
| Totaal | Totaal            | 2    |

## Voetnoten
DHC ·
DWS ·
Elinkwijk ·
Enschedese Boys ·
Eindhoven ·
Excelsior ·
Fortuna ·
Go Ahead ·
Limburgia ·
RBC ·
Roda JC ·
SHS ·
Sittardia ·
Veendam ·
Velox ·
VVV